# Отепа (Естонија)
Отепја (ест. Otepää, раније ест. Nuustaku) је град у округу Валга, јужна Естонија. Према подацима од 1. новембра 2009. године, град има 2.189 становника.
Најстарији примерак ватреног оружја у Европи је пронађен у старом дворцу Отепја, па датира најмање до 1396. године. Отепја је добила своја градска права 1. априла 1936. године.
Отепја је популарно скијалиште, познато као „зимска престоница“ Естоније, за разлику од „летње престонице“, Пјарнуа. Инфраструктура је добро развијена и има широк спектар смештајних и забавних садржаја. То је место годишњег ФИС светског купа у скијашком трчању тј. скијашки маратону, дугачког преко 63 км на релацији Отепја-Елва.